# Casalattico
Casalattico és un comune (municipi) de la província de Frosinone, a la regió italiana del Laci, situat a uns 110 km al sud-est de Roma i a uns 30 km a l'est de Frosinone.
Casalattico limita amb els municipis d'Arpino, Atina, Casalvieri, Colle San Magno, Santopadre i Terelle.
A 1 de gener de 2019 tenia 546 habitants.

## Llocs d'interès
- Monestir medieval benedictí de Sant'Angelo a Pesco Mascolino.
- Pont romà per sobre del riu Melfa.
- Altres restes romanes al jaciment arqueològic de San Nazario.